# Somogyszil
Somogyszil is een plaats (község) en gemeente in het Hongaarse comitaat Somogy. Somogyszil telt 827 inwoners (2001).